# Recknitz
Recknitz (trong lịch sử gọi là Raxa) là một con sông ở Mecklenburg-Vorpommern ở phía đông bắc nước Đức. Thung lũng sông băng của Recknitz trải dài về phía nam đến những đồi cao tại Hampewitz gần Güstrow. Con sông không có nguồn cụ thể, mà hình thành từ các dòng suối và rãnh thoát nước. Các rãnh nước của Schaalbeke và Pludderbach có dòng chảy được phân chia giữa Liessow và Laage, nhưng phần lớn nước chảy về phía bắc thành sông Recknitz, trong khi dòng chảy ít hơn gọi là Augraben, chảy về phía nam đến sông Nebel.
Phần hạ lưu sông Recknitz (từ Ribnitz-Damgarten đến Bad Sülze) là ranh giới lịch sử giữa Mecklenburg và Vorpommern. Tuy nhiên, ngày nay, nó chỉ còn là ranh giới giữa Giáo hội Tin Lành-Lutheran Khu vực Mecklenburg và Giáo hội Tin Lành Pomeranian.
Bắt đầu từ Tessin, Recknitz có thể đi lại bằng xuồng quanh năm. Một số biện pháp bảo vệ đã được thực hiện dọc theo dòng sông để khôi phục môi trường tự nhiên. Dọc một đoạn 30 km, ba đoạn bờ sông đã được tuyên bố là khu vực bảo vệ thiên nhiên. 

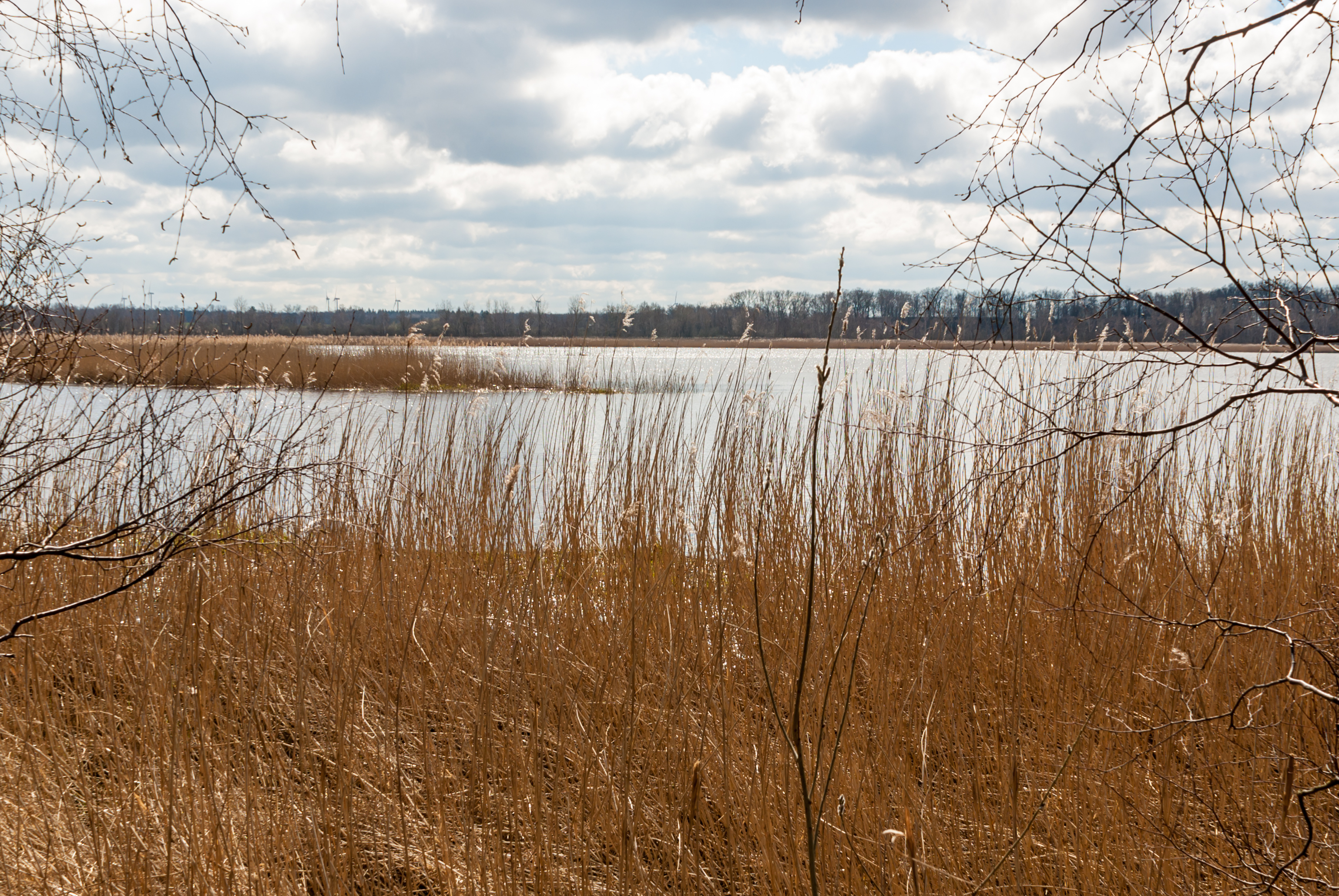
Cửa sông Recknitz ở Ribnitz-Damgarten

Sông Recknitz đổ vào Saaler Bodden, vùng nước ven Biển Baltic gần Ribnitz-Damgarten.
Vào tháng 10 năm 955 sau Công Nguyên, vùng ven sông đã trở thành chiến trường cho trận Schlacht an der Raxa. Cuộc giao tranh dữ dội này diễn ra giữa quân đội Đức – bao gồm các chiến binh Saxon và Frisian dưới quyền của Hoàng đế Otto I và được chỉ huy bởi Gero Đại Đế – với đội quân chiến binh của người Obodrite cùng các chiến binh Slav Polabian, do hoàng tử Stoigniew chỉ huy, em trai của hoàng tử Nakon.